# Campionati europei di pattinaggio di figura 1906
I Campionati europei di pattinaggio di figura 1906 sono stati la 12ª edizione della competizione di pattinaggio di figura. Si sono svolti dal 28 al 29 gennaio 1906 a Davos, in Svizzera. 

## Podi
| Evento                      | Oro            | Punteggio | Argento    | Punteggio | Bronzo     | Punteggio |
| Singolo maschile (dettagli) | Ulrich Salchow | 5         | Ernst Herz | 13        | Per Thorén | 18        |

## Medagliere
| Posiz. | Nazione | Oro | Argento | Bronzo | Totale |
| ------ | ------- | --- | ------- | ------ | ------ |
| 1      | Svezia  | 1   | 0       | 1      | 2      |
| 2      | Austria | 0   | 1       | 0      | 1      |
| Totale | Totale  | 1   | 1       | 1      | 3      |